# Asura modesta
Asura modesta là một loài bướm đêm thuộc phân họ Arctiinae, họ Erebidae.